# Lubrimat
Lubrimat é um dispositivo mecânico, usado nos motores dos automóveis DKW no Brasil. Foi lançado junto com o modelo DKW-Vemag Fissore, em 2 de junho de 1964. 
É um dispositivo simples, que mantinha o óleo para motor dois tempos, em um reservatório próprio (em torno de 3,5 litros), próximo do motor, e automaticamente misturava o óleo à gasolina. A Vemag dizia que o sistema podia fazer a proporção de 1:100, isto é, um litro de óleo 2 tempos para cada cem litros de gasolina. Era acionado por correia, e foi adotada uma polia dupla. Em 1965 foi incorporado nos modelos Belcar e Vemaguet.
Seu funcionamento não era confiável, ora mandava pouco óleo, ora mandava em excesso. Muitos proprietários, cansados das falhas, isolavam-no do motor e acabavam misturando o óleo à gasolina na hora de abastecer, na proporção 1:40, um litro de óleo para quarenta litros de gasolina, que era a capacidade do tanque de combustível.
O único veículo que não o recebeu foi o Candango, pois este foi encerrado a produção um ano antes (em 1963, por poucas vendas) do lançamento do Lubrimat.